# Deutscher Adel (Wilhelm Raabe)

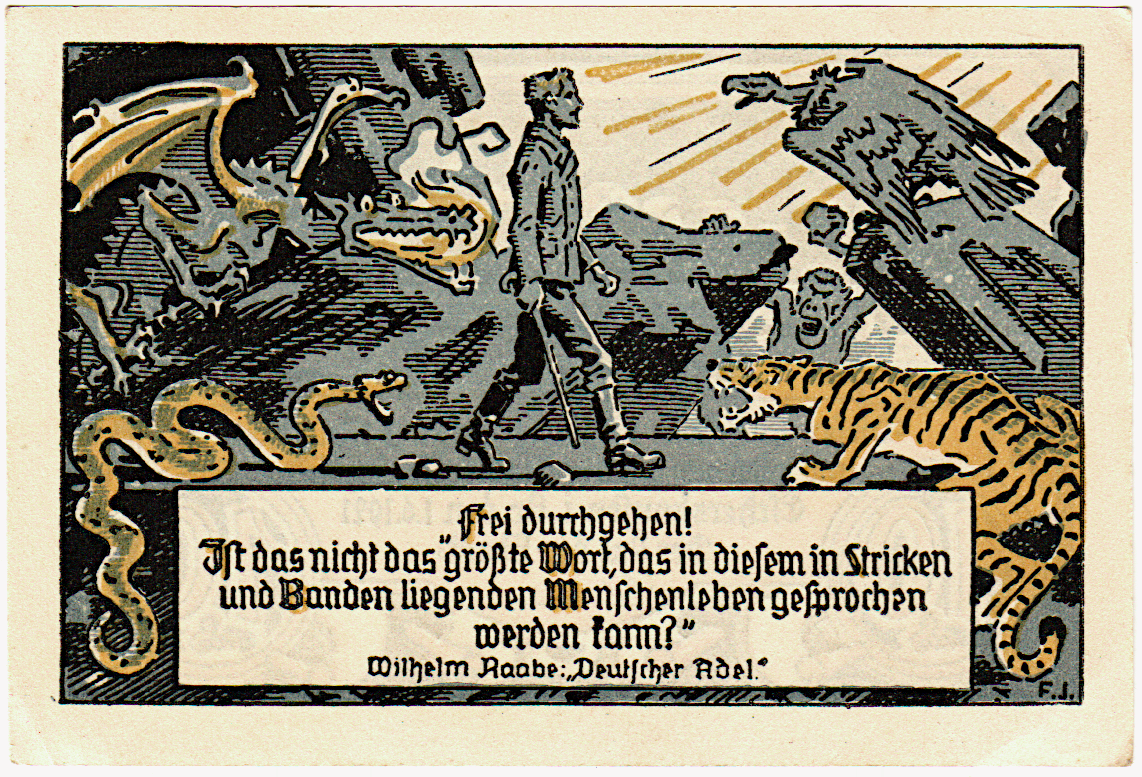
Ein Zitat aus Wilhelm Raabes Erzählung Deutscher Adel auf einem Notgeldschein aus Eschershausen von 1921.

Deutscher Adel ist eine Erzählung von Wilhelm Raabe, die 1880 bei George Westermann in Braunschweig erschien. Im Winter auf das Jahr 1879 war der Roman vom selben Verleger in „Westermanns Monatsheften“ vorabgedruckt worden. Nachauflagen hat Raabe 1900 und 1903 erlebt.
Von deutschem Adel sind in den Jahren 1870/71 nicht etwa die Adligen, sondern einfache Berliner Bürgerliche.

## Inhalt
Karl Achtermann, Jahrgang 1810, betreibt gegen Ende 1870 in einer engen Nebenstraße irgendwo zwischen Friedrichstraße und Halleschem Tor eine Leihbibliothek. Seine 28-jährige, immer noch ledige Tochter Meta und auch seine Gattin, „eine Matrone von fünfzig“, bringen ihm jeden Werktag das Mittagessen nach langer Omnibusfahrt in die Berliner Innenstadt. Zu dem Bekanntenkreis Achtermanns gehören ein Sekundaner Ulrich Schenk und dessen Mutter, die Frau Professorin Marie Schenk. Der junge Schenk und Achtermann hatten um 1862 den Hund Wassermann vor dem sicheren Tode des Ertrinkens errettet. Ein Besucher der Bibliothek ist Achtermanns Freund, der Übersetzer Dr. Wedehop aus Neuvorpommern. Der Bibliothekar hat noch zwei alte „Schulbankgenossen“. Das sind der abwesende Paul Ferrari und Butzemann senior, der Inhaber von Butzemanns Keller. Frau Achtermann hält den Leihbibliothekar straff am Gängelband. Er muss abends daheimbleiben. Junggeselle Wedehop hat die Idee. Er holt den Freund des Abends einfach von zu Hause ab und teilt der Frau Achtermann kurz und bündig mit, die zwei Freunde hätten in Butzemanns Keller etwas Wichtiges vor. Fräulein Meta müsse unter die Haube gebracht werden. Louis Butzemann, das ist Butzemann junior, soll der Glückliche sein. Frau Achtermann ist entzückt. Von dem Abend an darf der Leihbibliothekar ausgehen. Meta und Louis werden in der Tat ein Paar.
Eine Lektürekundin Achtermanns ist Ferraris Tochter Natalie. Die schöne Klavierlehrerin und  der junge Ästhetiker Ulrich Schenk sind ineinander verliebt. Unteroffizier Ulrich Schenk bekommt während des Krieges in Frankreich eine bleierne „Pariser Epicier-Kugel“ in die rechte Schulter. Der Verwundete fiebert und wird ins Lazarett nach der Rauhen Alb verlegt. Die Frau Mama und Dr. Wedehop besuchen den Kranken. Beide bringen den Rekonvaleszenten, dessen Wundfieber abklingt, schließlich heim nach Berlin.
Mr. Paul Ferrari ist wieder in Berlin. Natalies Vater kam aus Amerika zurück; genauer, aus Verakruz. Kommissionsrat Don Pablo hat in Mexiko das Pulver noch einmal erfunden. Frau Achtermann nennt den Heimkehrer, der in Butzemanns Keller verkehrt, „einen Tagedieb, Landstreicher und Halunken“. Ihr Gatte hingegen wacht des Nachts zusammen mit Wassermann am Krankenbett des Schulfreundes. Als der Leihbibliothekar eingenickt ist, flieht der Señor Pablo mit dem Hunde. Das Bezirkspolizeibüro lässt ohne Ergebnis suchen. Schließlich findet sich Paul Ferrari plötzlich in Butzemanns Keller ein und stirbt.
Nicht nur Meta und Louis, sondern auch Natalie und Ulrich werden ein Paar. Der „Wirkliche Geheime Hofrat, Herr Ulrich Schenk“, der Mann mit der „zerschossenen Schulter“, wird Vater. Meta Butzemann wird Mama. Mama Natalie promoviert über „Lübecker Ziegelbauten“ zum Dr. phil.

## Form
Raabe praktiziert „in diesem Buche vom deutschen Adel“ eine Hinhalte-Erzähltechnik. Zum Beispiel schreibt er im ersten Kapitel „Alexander Dumas tot!“ anstatt auf den Dezember 1870 als Handlungsbeginn direkter zu verweisen. Eine Seite später wird alles klar; Achtermann ruft aus: „Mein Gott, wir vor Paris!“ Zu Beginn des zweiten Kapitels möchte der Erzähler den Leser glauben machen, Achtermann sei „eigentlich nicht die Hauptperson“ in dem „Berichte“. Ende des zweiten Kapitel wird der Dezember 1870 als Einstiegszeitpunkt dann doch genannt. Im Epilog wird das zeitliche Ende der Erzählung im Klartext mitgeteilt: Frühling 1873. Der Text steckt voller Anspielungen. Der Name Wörth fällt; Virchow und Lasker geraten in Butzemanns Keller in „parlamentarischen Konflikt“. Vom Fritzen und vom Moltken ist die Rede.
Der Erzähler beobachtet sich witzelnd: „Das war ein langer Satz, den wir mit dem besten Willen nicht kürzer machen konnten.“ Daneben verspottet er Kollegen: „Verschieden Autoren würden in diesem Moment die Sonne aus den Wolken hervortreten lassen; wir jedoch...“ Das zeitraubende Entwickeln der Charaktere wird mitunter drastisch verkürzt: „Mama Schenk der alte Sonnenschein in dieser Geschichte...“ Der Erzähler kündigt an, wenn es ernst wird – zum Beispiel das 11. Kapitel sei „ein vornehmes Hauptstück“. Manchmal verliert er die Lust – etwa, wenn er einen Brief an den verwundeten Ulrich nicht weiter wiedergeben möchte: „Schenk legte... das Blatt nieder, und wir tun desgleichen... wir schreiben sein Schreiben nicht länger weiter ab.“ Der erfahrene Erzähler weiß sehr viel. Zum Beispiel ist ihm bekannt, dass gegen Ende der Erzählung die Minderzahl der Leser von der Familie Achtermann nichts mehr hören möchte. Er schaut voraus – nennt Ulrich den „künftigen Geheimen Kunstrat“. Auf den Titel seiner Erzählung zielend, sagt er: „Wir erzählen diesmal überhaupt von adeligen Geschlechtern“ und benennt im selben Atemzug die bürgerlichen Familien Schenk und Ferrari.
Das Berlinern einiger Figuren hemmt – im Gegensatz zu „Villa Schönow“ – den Lesefluss nicht.

## Interpretation
Bekanntlich sind Raabes Texte alles andere als einfach. Der Autor zeigt im „Deutschen Adel“ mindestens zwei Gesichter. Manche Figur und auch der Erzähler erstrahlen mitunter in Siegerpose. Trotzdem kann der Text als Antikriegsstück gelesen werden: „Wir, das kriegsgewohnte, eiserne Geschlecht der zweiten Hälfte des neunzehnten Jahrhunderts, wir, denen die Weltgeschichte eine ganz hübsche Musterkarte ihrer Schlachtenstücke donnernd um die Ohren schlug, wir kennen auch zur Genüge unsere Säle voll eiserner Bettstellen, Krankenwärter, barmherziger Schwestern, bleicher Gesichter und blutiger Lappen.“ Oder: „Das letzte Wort war an einen jungen Mann gerichtet, der an einem Krückstock mühsam die Treppe herabgehumpelt war, und zwar in Begleitung einiger anderer jüngerer und älterer Leute, die entweder eine Binde um den Kopf oder den Arm in der Binde trugen.“ Der glücklich Liebende – gemeint ist der Heimkehrer Unteroffizier Ulrich Schenk – hat „einen verwundeten, verbundenen, gelähmten Arm“. Aber im Epilog kann der Erzähler aufatmen: „Gottlob, die Kriegs-, Kranken- und Gefangenenzüge der Jahre siebenzig und einundsiebenzig sind bereits historische Erinnerungen; es ist wieder das ganz gewöhnliche und gewohnte Tagesgetöse, das wir vor Augen haben und als Beruhigungsmittel gebrauchen dürfen.“

## Selbstzeugnis
- Es scheint, als habe Raabe die Kritik Honeggers (siehe unter „Rezeption“) gekannt, wenn er am 23. April 1891 an Sigmund Schott schreibt, dass sein Werk „Deutscher Adel“ manchem Leser „einige Schwierigkeiten bei der Antheilnahme in den Weg legt“[3].

## Rezeption
Zeitgenossen
- Hoppe[4] zitiert in der Braunschweiger Ausgabe Bd. 13 eine Kritik des Zürcher Historikers Johann Jacob Honegger; im Jahr 1880 in den Leipziger „Blättern für literarische Unterhaltung“ publiziert. Die Charaktere und Situationen seien allesamt zu schwach. Honegger findet den roten Faden nicht. „Alles bröckelt uns unter der Hand auseinander.“ Und die „Personenbilder“ würden „in bizarren, zusammenhangslosen, launisch springenden Sätzen hingeworfen“.

Neuere Äußerungen
- Raabe, in seiner ironischen Manier, stelle den Krieg am Exempel des unfertigen Ulrich Schenk auch als Schule für das Leben hin.[5] Zum Titel: Raabe präsentiere den inneren Adel des Bürgertums.[6]
- Die Darstellung des Leihbibliothekars Achtermann komme einer Unmutsäußerung Raabes gleich: In Deutschland werde die schreibende Zunft missachtet.
- Meyen[7] nennt noch sechs weiterführende Arbeiten (Heinrich Keck (Hallo 1880), Franz Hahne (Wolfenbüttel 1914 und 1925), Franz Heyden (Hamburg 1931), Wilhelm Fehse (Braunschweig 1937) und Erich B. Zornemann (Berlin 1951)).

## Ausgaben

### Erstausgabe
- Deutscher Adel. Eine Erzählung von Wilhelm Raabe. 235 Seiten. Westermann, Braunschweig 1880

### Verwendete Ausgabe
- Deutscher Adel. Eine Erzählung. S. 171–327, mit einem Anhang, verfasst von Karl Hoppe, S. 415–462 in: Hans Finck (Bearb.), Karl Hoppe (Bearb.): Wilhelm Raabe: Wunnigel. Deutscher Adel. Der gute Tag. Auf dem Altenteil. Ein Besuch. (2. Aufl. besorgt von Jörn Dräger) Vandenhoeck & Ruprecht, Göttingen 1977. Bd. 13, ISBN 3-525-20126-5 in Karl Hoppe (Hrsg.), Jost Schillemeit (Hrsg.), Hans Oppermann (Hrsg.), Kurt Schreinert (Hrsg.): Wilhelm Raabe. Sämtliche Werke. Braunschweiger Ausgabe. 24 Bde.

### Weitere Ausgaben
- Deutscher Adel. Erzählung. 283 Seiten. Hermann Klemm, Berlin-Grunewald 1918